# Phobolosia bilineata
Phobolosia bilineata är en fjärilsart som beskrevs av Barnes och Mcdunnough 1916. Phobolosia bilineata ingår i släktet Phobolosia och familjen nattflyn. Inga underarter finns listade i Catalogue of Life.